# مصالح‌شناسی
مصالح شناسی نام یکی از درسهای دانشگاهی در رشته معماری است. در این درس دانشجویان با گونه‌ها و ویژگیهای مصالح ساختمانی آشنا می‌شوند.
البته این درس در رشته عمران هم باید گذرانده شود. در این درس دانشجویان با مصالحی که در ساختمان عموماً استفاده می‌شود مانند خاک، سیمان، کاشی، گچ، آهک و ... آشنا می‌شوند.